# برنارد بونيت
برنارد بونيت (بالفرنسية: Bernard Bonnet)‏ هو حاكم فرنسي، ولد في 11 فبراير 1948 في غرونشتات في ألمانيا.